# Dunaegyháza
Dunaegyháza là một thị trấn thuộc hạt Bács-Kiskun, Hungary. Thị trấn này có diện tích 10,12 km², dân số năm 2010 là 1522 người, mật độ 150 người/km².